# Зои Ласкари
Зоѝ Куру̀кли, по-известна в псевдонима си Зоѝ Ла̀скари (на гръцки: Ζωή Kουρούκλη, Ζωή Λάσκαρη) е видна гръцка филмова, телевизионна и театрална актриса, една от най-известните в Гърция, както и модел, спечелила Мис Гърция за 1959 година.

## Биография
Родена е на 12 декември 1944 година в големия македонски град Солун, Гърция, в семейство от средната класа, преобладаващо служещи в Гръцката армия. Още като малка двамата ѝ родители умират и тя е отгледана от бабите и дядовците си. В 1959 година става Мис Гърция, класирайки се да представи страната си на конкурса Мис Вселена, провеждащ се тази година в Лонг Бийч, Калифорния, САЩ. По време на конкурса Мис Вселена става ясно, че Зои е скрила истинската си възраст и е още непълнолетна. Заради непълнолетието си Зои е помолена да се завърне в Гърция. Тя отказва и живее известно време в Ню Йорк.
Тя е забелязана на конкурса за красота от режисьора Янис Далианидис, който ѝ предлага главната роля във филма си „Ο Κατήφορος“ (Спускането) от 1961 година. Така още на 17 години участва в първия си филм с ролята на Реа Николау. Успехът на филма бързо осигурява на Зои голяма популярност и малко след това тя подписва с най-голямата гръцкта продуцентска компания „Финос филм“.
Ласкари, заедно с Дзени Карези и Алики Вугиуклаки са смятани за най-великите диви и най-упешните актриси в гръцкото кино. Ласкари участва в множество драми, комедии и мюзикъли. Ласкари участва и в много театрлани постановки. Сред по-известните постановки, в които играе са „Кой се страхува от Вирджиния Улф?“, „Троянски жени“ и други. Първата роля на Ласкари на телевизионния екран е с главната роля в телевизионния сериал „Ρωμαίος και Ιουλιέτα“ (Ромео и Жулиета) в 1976 година.

## Личен живот
В 1967 година се омъжва за индустриалеца Петрос Кутуманос, с когото има една дъщеря. Бракът им приключва в 1971 година. В юни 1976 година се омъжва за адвоката Александрос Ликурезос, с когото има втората си дъщеря.

## Филмография
| Година              | Филм                            | Роля                     |
| ------------------- | ------------------------------- | ------------------------ |
| 1961                | Ο Κατήφορος                     | Реа Николау              |
| 1961                | Ο ατσίδας                       | Анна Карузу              |
| 1962                | Νόμος 4000                      | Мария Иконому            |
| 1962                | Χωρίς ταυτότητα                 | Лиана Мавролеондос       |
| 1962                | Μερικοί το προτιμούν κρύο       | Ева Ангелу               |
| 1963                |                                 |                          |
| Ίλιγγος             | Ели                             |                          |
| Ένα κορίτσι για δύο | Мирто                           |                          |
| 1964                | Εγωισμός                        | Мария                    |
| 1964                | Κορίτσια για φίλημα             | Дзени Елевтериу          |
| 1965                | Τέντυ μπόι αγάπη μου            | Зои Евтихиду             |
| 1965                | Ιστορία μιας ζωής               | Мариго / Мария / Мери    |
| 1966                | Στεφανία                        | Стефания Карали          |
| 1966                | Δάκρυα για την Ηλέκτρα          | Електра Петриди          |
| 1967                | Οι θαλασσιές οι χάντρες         | Мери Каниатоглу          |
| 1968                | Όλγα, αγάπη μου                 | Олга Панайотиду-Василиду |
| 1968                | Μια κυρία στα μπουζούκια        | Анна Масурру             |
| 1968                | Γυμνοί στο δρόμο                | Ксения Кумаряну          |
| 1969                | Αγάπη για πάντα                 | Елени                    |
| 1970                | Αυτοί που μίλησαν με τον θάνατο | Марта Анастасопулу       |
| 1971                | Μαριχουάνα στοπ                 | Кети Лагопулу            |
| 1972                | Αιχμάλωτοι του μίσους           | Вики Кувариоту           |
| 1973                | Στον αστερισμό της Παρθένου     | Кула                     |
| 1974                | Εραστές του ονείρου             | Зои Кирязи               |
| 1982                | Αναμέτρηση                      | Анна                     |